# Kościół św. Mikołaja w Słupsku

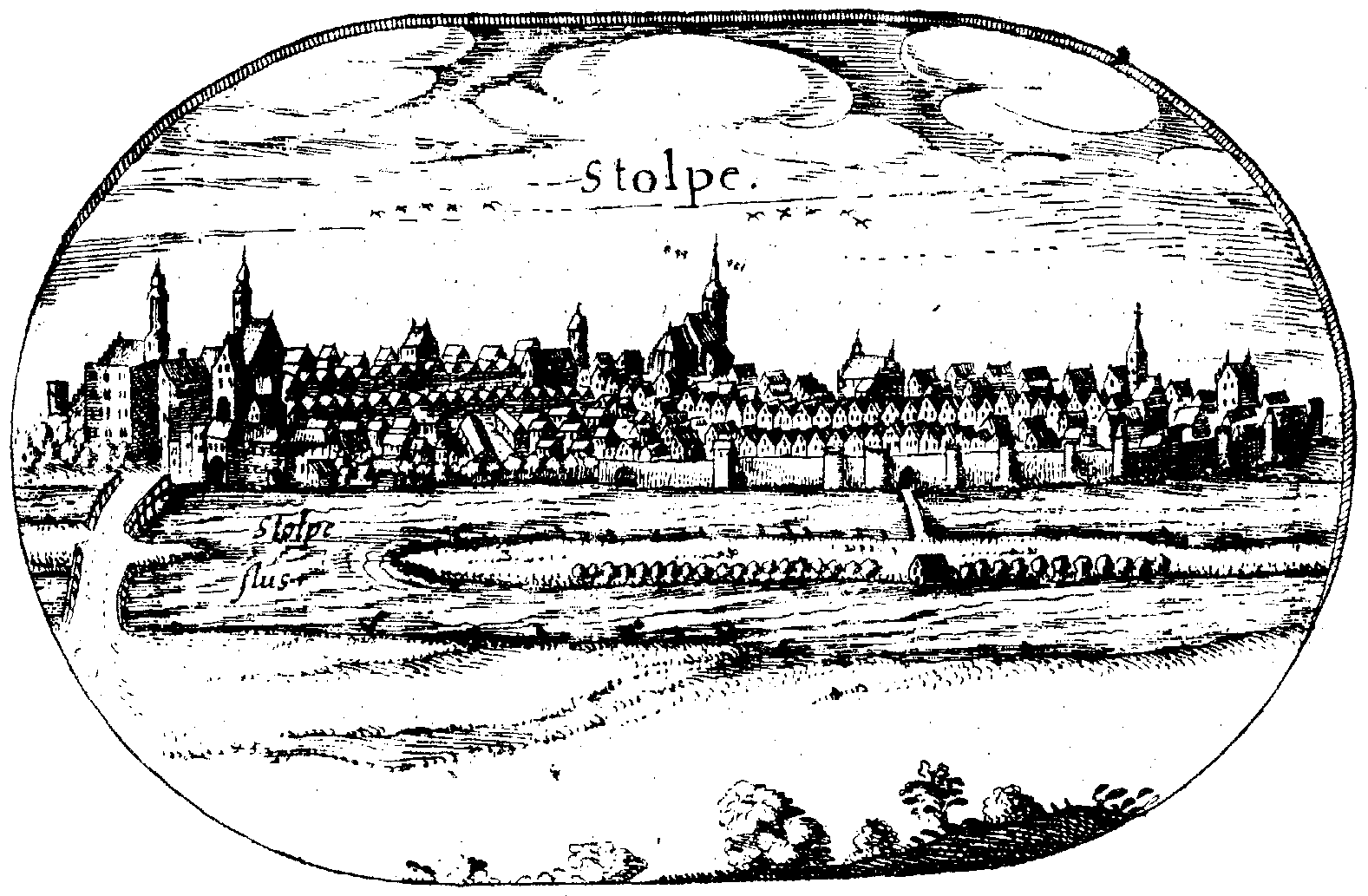
Panorama Słupska z kościołem św. Mikołaja na mapie Lubinusa, XVII w.

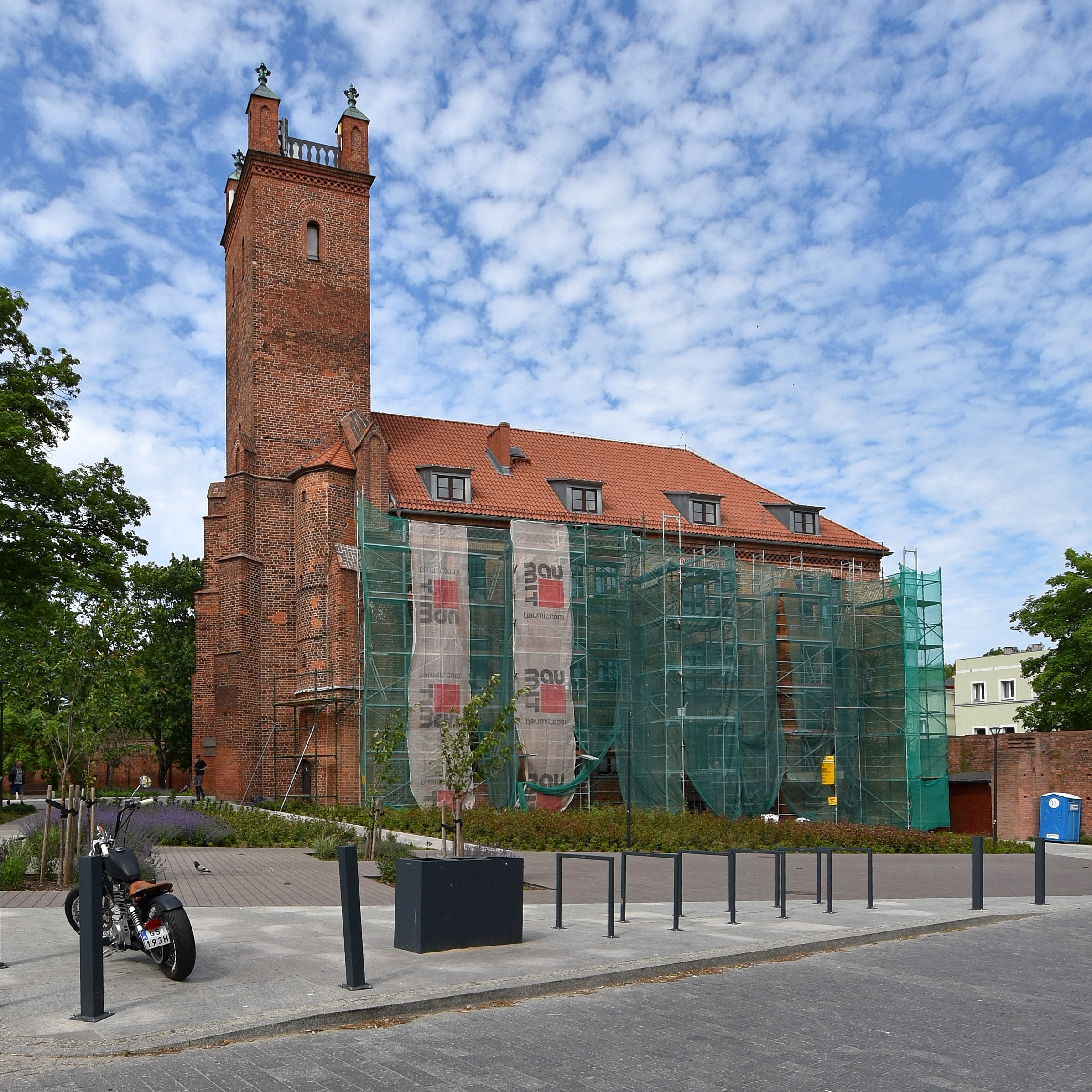
Elewacja boczna

Kościół św. Mikołaja w Słupsku – kościół powstał jako świątynia klasztorna słupskich norbertanek, data wyświęcenia jest nieznana. W źródłach został wymieniony już 1276 roku. Wcześniej, bo w 1269 jest wymieniony w dokumencie księcia Mściwoja II kapelan kościoła św. Mikołaja w mieście Słupsku. Kapelan ten już był wymieniany w dokumencie z 1240 roku. Zatem wybudowanie kościoła św. Mikołaja było dokonane już przed 1240 rokiem. Tę świątynię wykonaną jako kościół drewniany, zbudował książę Świętopełk II, ze statusem kościoła prywatnego, budowlę wzniesiono na lewym brzegu Słupi. Kościół drewniany zastąpiono świątynią budowaną z cegły w XIV w. lub na początku XV w.
W 1665 pożar pochłonął klasztor i kościół, ponieważ nie starczało pieniędzy na odbudowę kościoła budynek świątyni popadał w coraz większą ruinę. W 1737 roku kościół został odbudowany i przeznaczony jako zbór garnizonowy – służył wojsku i odprawiano w nim nabożeństwa ewangelicko-luterańskie. W 1740 kościół św. Mikołaja zamieniono na magazyn i wozownię. Od jesieni 1759 do wiosny 1760 w Słupsku wojska rosyjskie używały kościoła św. Mikołaja jako cerkwi prawosławnej i miejsca kwaterowania. Następnie kościół użytkowano jako magazyn i remiza strażacka. Od 1772 do 1945 w budynku mieściła się szkoła. 
W 1945 żołnierze Armii Czerwonej podpalili słupską starówkę i budynek pokościelny też zgorzał. Ruina kościoła św. Mikołaja została odbudowana, w 1971 odbyło się uroczyste otwarcie umiejscowionej w nim biblioteki.

## Norbertanie kołoTrzebiatowa– powstanie kościoła przyklasztornego w Słupsku
W 1224 roku Trzebiatów stał się oprawą wdowią księżnej Anastazji, żony księcia pomorskiego Bogusława I. Ufundowała ona w Słupsku kościół św. Mikołaja oraz klasztor norbertanek.

## Parafia św. Mikołaja
Kościół św. Mikołaja był drugim kościołem, jaki powstał w Słupsku po kościele św. Piotra, który był pierwszym kościołem parafialnym powstałym dla gminy kaszubskiej na prawym brzegu Słupi.
Wezwanie św. Mikołaja wskazywało, że taki kościół powstał w ośrodku miejskim, posiadającym kupiectwo i rzemiosło. Parafia powstała dla wiernych, pochodzących z okolic Lubeki (nie jest zatem wykluczone, że tak samo była to ludność pochodzenia słowiańskiego, ale mówiąca już nieco innym językiem).
Parafia św. Mikołaja podlegała w pierwszych jej latach istnienia pod zwierzchnictwo gnieźnieńskie. Przybycie zakonnic do przykościelnego klasztoru przyjmuje się na 1284 rok. Mściwoj II wówczas określił patronat norbertanek dla kościoła św. Stanisława w Gardnie Wielkiej. Został o tym patronacie powiadomiony arcybiskup gnieźnieński. Zwierzchnictwo gnieźnieńskie miało miejsce dla wszystkich okolicznych parafii przez cały XIII wiek.

## Budowa kościoła

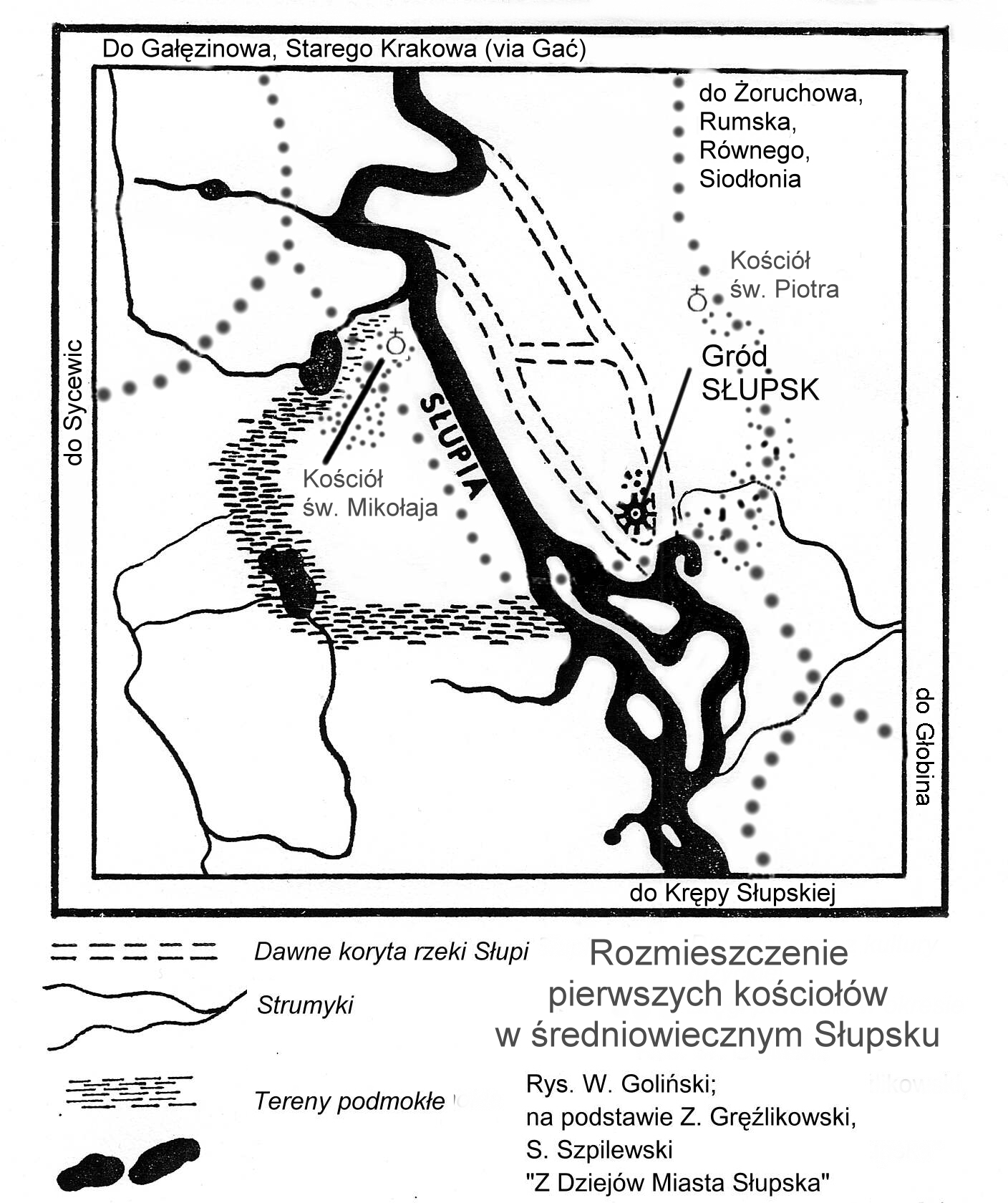
Pierwsze kościoły w Słupsku: św. Piotra i św. Mikołaja

Książę Świętopełk w 1265 roku nadał prawa miejskie słupskiej osadzie, składającej się także z osiedleńców z północnych Niemiec, zajmujących lewobrzeżną część dogodnych obszarów doliny Słupi. Kościół św. Mikołaja powstał na dwóch niezbyt wysokich skarpach nad rzeką i właśnie stanowił parafię dla lewobrzeżnego miasta- nie jest znana data wyświęcenia kościoła.
Konstrukcja drewnianego kościoła zaczyna być wznoszona od 1311 roku. Ma to związek z otrzymaniem przez norbertanki (klasztor znajduje się już od tamtego czasu przy kościele) od margrabiów brandenburskich Jana i Waldemara placu pod budowę kościoła i nowego klasztoru. Konstrukcje drewnianego kościoła i klasztoru były umiejscowione w tym samym miejscu co dzisiejsza konstrukcja murowana.
Kościół murowany z cegły zbudowano jeszcze w XIV wieku lub na początku XV wieku. Kościół jest orientowany, co oznacza, że jego prezbiterium jest od wschodniej strony.

## Wpływ reformacji na dzieje kościoła
Jeszcze przed nadejściem reformacji, w 1447 roku był pożar miasta. Z relacji wiadomo, że spłonęły organy w kościele św. Mikołaja.
W 1522 roku przybył z Białoboków do Słupska kapłan norbertanek Jan Krystian Ketelhuta. Nauczał on w kościele św. Mikołaja, niezgodnie z ówczesnym duchem administracji kościelnej i państwowej bo nauczał zgodnie z naukami Marcina Lutra. Książę Bogusław X po cichu sprzyjał reformacji – taka postawa księcia pomagała księdzu. Po śmierci księcia, już za czasów jego następcy doszło do zwycięstwa ruchu reformacyjnego.
W Słupsku wprowadzono wyznanie luterańskie, miejscowy superintendent postanowił o zamknięciu innych kościołów, poza kościołem Mariackim i św. Mikołaja. W kościele św. Mikołaja odbywały się nabożeństwa ewangelickie, zatem w całym Słupsku nabożeństwa odbywały się tylko w kościele Mariackim i św. Mikołaja.

## Los kościoła w czasach nowożytnych
Odbudować kościół postanowił pułkownik Steding. W 1737 roku kościół po remoncie stał się zborem garnizonowym. Pułk wyruszył na wojnę, opuścił Słupsk w 1740 roku, nie uszanowano zabiegów pułkownika przy utrzymaniu kościoła św. Mikołaja i zamieniono kościół na magazyn i wozownię.
W czasie wojny siedmioletniej kościół używają wojska rosyjskie, stacjonujące tu od jesieni 1759 do wiosny 1760, kościół służy jako miejsce swojego zakwaterowania, a jednocześnie jest używany jako cerkiew. Następnie po odejściu Rosjan kościół służy jako magazyn i remiza strażacka. Taka eksploatacja- bez prowadzenia niezbędnej konserwacji spowodowała, że dach i belki stropowe groziły zawaleniem, gmach zatem znów popadł w ruinę.
Lata 70. XVIII wieku przyniosły potrzebę adaptacji budynku dla potrzeb miejskiego szkolnictwa. Po remoncie, od 1772 roku kościół św. Mikołaja był szkołą i internatem dla ubogich uczniów.
Zaraz w pierwszych dniach po zajęciu Słupska w marcu 1945 roku żołnierze Armii Czerwonej powrzucali do wnętrz domów Starego Miasta kanistry z paliwem i podpalili całą starówkę. Po wielu domach pozostały tylko zgliszcza. Dawny kościół św. Mikołaja ponownie obrócił się w ruinę.

## Odbudowa kościoła na bibliotekę
Dopiero w 1955 roku sporządzono inwentaryzację pomiarową gotyckich ruin kościoła św. Mikołaja. Na początku lat 60. XX w. powstała idea odbudowy kościoła z przeznaczeniem na potrzeby biblioteki. Pozostałość murów w wielu miejscach wykluczała możliwość odbudowy (ściana sąsiadująca z klasztorem), były jednak fragmenty z wiązaniami wendyjskimi i gotyckimi (głównie sąsiadujące z murem obronnym), które pozwalały na zachowanie pierwotnego muru. W latach 1961–1965 trwały prace projektowe odbudowy zabytku.
W 1965 roku rozpoczęto remont budowli prowadzeniem odgruzowania wewnętrznej części ruin. Następnie prowadzono prace budowlane i wyposażenia w poszczególne instalacje, zgodnie z projektem architektonicznym, opracowanym przez mgr. inż. arch. J. Majdeckiego z Pracowni Konserwacji Zabytków w Warszawie. Uroczyste otwarcie biblioteki po tych wszystkich pracach miało miejsce 10 września 1971 roku. Ze względu na zmiany administracyjnego podziału Polski, a przez to i pozycji Słupska, nazwa biblioteki zmieniała się kilkukrotnie. Obecnie od 11 września 1971 r. patronem Miejskiej Biblioteki Publicznej jest Maria Dąbrowska.